# ZRANB2
ZRANB2 (англ. Zinc finger RANBP2-type containing 2) – білок, який кодується однойменним геном, розташованим у людей на короткому плечі 1-ї хромосоми.  Довжина поліпептидного ланцюга білка становить 330 амінокислот, а молекулярна маса — 37 404.
| 10         |  | 20         |  | 30         |  | 40         |  | 50         |
| ---------- |  | ---------- |  | ---------- |  | ---------- |  | ---------- |
| MSTKNFRVSD |  | GDWICPDKKC |  | GNVNFARRTS |  | CNRCGREKTT |  | EAKMMKAGGT |
| EIGKTLAEKS |  | RGLFSANDWQ |  | CKTCSNVNWA |  | RRSECNMCNT |  | PKYAKLEERT |
| GYGGGFNERE |  | NVEYIEREES |  | DGEYDEFGRK |  | KKKYRGKAVG |  | PASILKEVED |
| KESEGEEEDE |  | DEDLSKYKLD |  | EDEDEDDADL |  | SKYNLDASEE |  | EDSNKKKSNR |
| RSRSKSRSSH |  | SRSSSRSSSP |  | SSSRSRSRSR |  | SRSSSSSQSR |  | SRSSSRERSR |
| SRGSKSRSSS |  | RSHRGSSSPR |  | KRSYSSSSSS |  | PERNRKRSRS |  | RSSSSGDRKK |
| RRTRSRSPER |  | RHRSSSGSSH |  | SGSRSSSKKK |  |            |  |            |

A: Аланін

C: Цистеїн

D: Аспарагінова кислота

E: Глутамінова кислота

F: Фенілаланін

G: Гліцин

H: Гістидин

I: Ізолейцин

K: Лізин

L: Лейцин

M: Метіонін

N: Аспарагін

P: Пролін

Q: Глутамін

R: Аргінін

S: Серин

T: Треонін

V: Валін

W: Триптофан

Кодований геном білок за функцією належить до фосфопротеїнів. 
Задіяний у таких біологічних процесах як процесінг мРНК, сплайсінг мРНК, поліморфізм, ацетиляція. 
Білок має сайт для зв'язування з іонами металів, іоном цинку, РНК. 
Локалізований у ядрі.